# Carole King
Carole King (született Carol Joan Klein; New York, 1942. február 9. –) négyszeres Grammy-díjas amerikai énekes-dalszerző, aki 1958 óta alkot, kezdetben a híres Brill Buildingben a Broadwayen, mint a dalszerző csapat tagja, később pedig szóló előadóként. Carole King a 20. század második felének legsikeresebb női dalszerzője az Egyesült Államokban. A Billboard Hot 100 slágerlistán 118 szerzőként vagy társszerzőként jegyzett dala szerepelt.
King 25 szólóalbumot készített, melyek közül az 1971-ben megjelent Tapestry a legsikeresebb: négy Grammy-díjjal ismerték el, és női előadóként 20 éven keresztül tartotta a legtöbb hétig a lemezeladási listát vezető album rekordját. Világszerte több mint 75 millió Carole King lemezt értékesítettek. Dalszerzőként beiktatták a Songwriters Hall of Fame (1987) és a Rock and Roll Hall of Fame (1990) tagjai közé. Három dala is bekerült a Grammy Hall of Fame-ben jegyzett halhatatlan alkotások és előadások közé ("Tapestry", "You've Got a Friend", "It's Too Late"). Első nőként kapta meg 2013-ban az Amerikai Kongresszusi Könyvtár Gershwin-díját a könnyűzenei dal kategóriában.

## Pályafutás
Zsidó családba született, anyja tanárnő, apja tűzoltó volt. Hamar kiderült, hogy van érzéke a zenéhez, négyéves korától kezdett zongorázni, először magától, majd anyja segítségével. Középiskolás korában együttest is alapított, miközben barátjával, Paul Simonnal együtt demólemezeket készített. Ekkor változtatta a vezetéknevét Kleinről Kingre. Egy futó kalandja Neil Sedakával arra ösztönözte az énekest, hogy dalt írjon róla Oh! Carol címmel, mely Sedaka egyik legnagyobb slágere lett. Válaszul ő is írt egy Oh! Neil című dalt, de ez nem ért el sikereket. 1959-ben találkozott Gerry Goffinnal, akivel nem sokkal később össze is házasodott, majd megszülettek közös lányaik, Louise Goffin és Sherry Goffin. 
A fiatal házaspár ezután kezdett közösen szerzeményeken dolgozni, King szerezte a zenét, Goffin pedig a dalszöveget írta. A hatvanas évek igen termékenynek bizonyultak, King és Goffin neve nagyon sok korabeli világsláger neve mellett szerepelt szerzőként, több ezek közül feldolgozásként évtizedek múlva is újra sikerré tudtak válni. Egyik első nagy slágerük a Will You Love Me Tomorrow? volt, amit először a The Shirelles együttes adott elő, de aztán mások is műsorra tűzték. A Chains című dalukat a Beatles is előadta. A bébiszitterük, Eva Narcissus Boyd Little Eva néven két slágerüket vitte sikerre, a Keep Your Hands off My Baby-t és a Locomotion-t, ez utóbbi több mint húsz évvel később Kylie Minogue előadásában is újra világsláger lett. Bobby Vee adta elő az It Might as Well Rain Until September és a Take Good Care of My Baby című dalaikat, a Drifters az Up on the Roof, Earl-Jean pedig az I'm into Something Good című szerzeményeket, ez utóbbi a Herman’s Hermits előadásában lett igazán ismert. A One Fine Day a The Chiffons, a Pleasant Valley Sunday a The Monkees, a (You Make Me Feel Like) A Natural Woman pedig Aretha Franklin repertoárját bővítette. Dusty Springfield több dalát is a házaspár szerezte. King és Goffin 1968-ban elváltak, de jó viszonyban maradtak. 
A hetvenes években jött el az idő King számára, hogy ne csak szerzőként, hanem előadóként is sikereket érjen el. Első lemeze Writer címmel 1970-ben jelent meg. Az igazi sikert azonban a következő, 1971-ben megjelent Tapestry című album hozta el, erről a You've Got a Friend, de még inkább az It's Too Late és az I Feel the Earth Move című számok lettek sikeresek, az album négy Grammy-díjat is elnyert (ez utóbbi dalt Martika nevű énekesnő vitte 1989-ben újra sikerre). Közben másodjára is megházasodott, Charles Larkey felesége volt 1970 és 76 között, ebből a házasságból származik másik két gyermeke, Molly Larkey és Levi Larkey. King következő lemezei is aranylemezek lettek nagyjából a nyolcvanas évekig, eközben újabb házasságot kötött Rick Eversszel, aki dalszerzőként közreműködött King 1977-es Simple Things című lemezén, de egy év múlva Evers kábítószer-túladagolás miatt meghalt. Negyedik férjével, Rick Sorensonnal 1982-ben házasodott össze, de 1989-ben tőle is elvált.  
King a későbbi évtizedekben több koncertet tartott és számos zenészkollégájával együtt dolgozott különböző zenei projekteken, de foglalkozott filmzenék készítésével is, színészként is alakított kisebb szerepeket a filmekben, amikhez zenét szerzett. Saját, eredetileg másoknak írt régi dalait is többször előadta fellépésein. Életét egy musical is feldolgozta Beautiful címmel. Munkásságát számos díjjal és kitüntetéssel ismerték el.

## Diszkográfia
Stúdióalbumok
- 1970: Writer
- 1971: Tapestry
- 1971: Music
- 1972: Rhymes & Reasons
- 1973: Fantasy
- 1974: Wrap Around Joy
- 1976: Thoroughbred
- 1977: Simple Things
- 1978: Welcome Home
- 1979: Touch the Sky
- 1982: One to One
- 1983: Speeding Time
- 1989: City Streets
- 1993: Colour of Your Dreams
- 2001: Love Makes the World
- 2011: A Holiday Carole

## Fordítás
- Ez a szócikk részben vagy egészben  a   Carole King című angol Wikipédia-szócikk fordításán alapul.  Az eredeti cikk szerkesztőit annak laptörténete sorolja fel. Ez a jelzés csupán a megfogalmazás eredetét és a szerzői jogokat jelzi, nem szolgál a cikkben szereplő információk forrásmegjelöléseként.